# Дороничева, Екатерина Алексеевна
Екатерина Алексеевна Дороничева (род. 13 декабря 2003 года, Челябинск) — российская волейболистка, либеро. Мастер спорта России.

## Биография
Екатерина родилась 13 декабря 2003 года в Челябинске. У неё есть старшая сестра Мария (род. 1997), которая также является волейболисткой.
С 2018 по 2020 год Екатерина выступала за молодёжный клуб «Динамо-Метар-2», в составе которого стала бронзовым призёром Кубка Молодёжной лиги и была признана лучшим либеро турнира.
В июле 2020 года подписала контракт с командой «Протон», в составе которого в 2023 году стала бронзовым призёром чемпионата России.
Дебютировала в Суперлиге чемпионата России 19 сентября 2020 года в матче против «Динамо-Метар».
В 2023 году перешла в команду «ЮЗГУ-Атом», но после окончания сезона вернулась в «Протон».

## Достижения

### С клубами
- Бронзовый призёр чемпионата России 2023